# Europese kampioenschappen badminton 2016
De 25e editie van de Europese kampioenschappen badminton werd van dinsdag 26 april tot zondag 1 mei 2017 gehouden in het Franse La Roche-sur-Yon.

## Medaillewinnaars
| Onderdeel      | 1e plaats                                   | 2e plaats                           | 3e plaats                        |
| -------------- | ------------------------------------------- | ----------------------------------- | -------------------------------- |
| Mannen enkel   | Viktor Axelsen                              | Jan O Jorgensen                     | Rajiv Ouseph                     |
| Mannen enkel   | Viktor Axelsen                              | Jan O Jorgensen                     | Marc Zwiebler                    |
| Vrouwen enkel  | Carolina Marín                              | Kirsty Gilmour                      | Line Kjaersfeldt                 |
| Vrouwen enkel  | Carolina Marín                              | Kirsty Gilmour                      | Anna Thea Madsen                 |
| Mannen dubbel  | Mads Conrad-Petersen Mads Pieler Kolding    | Kim Astrup Anders Skaarup Rasmussen | Vladimir Ivanov Ivan Sozonov     |
| Mannen dubbel  | Mads Conrad-Petersen Mads Pieler Kolding    | Kim Astrup Anders Skaarup Rasmussen | Marcus Ellis Chris Langridge     |
| Vrouwen dubbel | Christinna Pedersen Kamilla Rytter Juhl     | Eefje Muskens Selena Piek           | Samantha Barning Iris Tabeling   |
| Vrouwen dubbel | Christinna Pedersen Kamilla Rytter Juhl     | Eefje Muskens Selena Piek           | Maiken Fruergaard Sara Thygesen  |
| Gemengd dubbel | Joachim Fischer Nielsen Christinna Pedersen | Niclas Nohr Sara Thygesen           | Mathias Christiansen Lena Grebak |
| Gemengd dubbel | Joachim Fischer Nielsen Christinna Pedersen | Niclas Nohr Sara Thygesen           | Jacco Arends Selena Piek         |

## Medailleklassement
| Plaats | Land       | Goud | Zilver | Brons | Totaal |
| 1      | Denemarken | 4    | 3      | 4     | 11     |
| 2      | Spanje     | 1    | 0      | 0     | 1      |
| 3      | Nederland  | 0    | 1      | 2     | 3      |
| 4      | Schotland  | 0    | 1      | 0     | 1      |
| 5      | Engeland   | 0    | 0      | 2     | 2      |
| 6      | Duitsland  | 0    | 0      | 1     | 1      |
| 6      | Rusland    | 0    | 0      | 1     | 1      |
| Totaal | Totaal     | 5    | 5      | 10    | 20     |

Bochum 1968 ·
Port Talbot 1970 ·
Karlskrona 1972 ·
Wenen 1974 ·
Dublin 1976 ·
Preston 1978 ·
Groningen 1980 ·
Böblingen 1982 ·
Preston 1984 ·
Uppsala 1986 ·
Kristiansand 1988 ·
Moskou 1990 ·
Glasgow 1992 ·
Den Bosch 1994 ·
Herning 1996 ·
Sofia 1998 ·
Glasgow 2000 ·
Malmö 2002 ·
Genève 2004 ·
Den Bosch 2006 ·
Herning 2008 ·
Manchester 2010 ·
Karlskrona 2012 ·
Kazan 2014 ·
La Roche-sur-Yon 2016 ·
Kolding 2017 ·
Huelva 2018 ·
Kyiv 2021 ·
Madrid 2022 ·
Saarbrücken 2024